# Varicorhinus altipinnis
Varicorhinus altipinnis es una especie de peces de la familia Cyprinidae en el orden Cypriniformes.

## Morfología
Los machos pueden llegar alcanzar los 33,8 cm de longitud total.

## Hábitat
Es un pez de agua dulce.

## Distribución geográfica
Se encuentran en África: cuenca del río Lufira.